# (14224) Gaede
(14224) Gaede (1999 XU33) – planetoida z pasa głównego asteroid okrążająca Słońce w ciągu 4,34 lat w średniej odległości 2,66 j.a. Odkryta 6 grudnia 1999 roku.